# 錫維利亞 (克薩爾特南戈省)
15°00′N 91°37′W / 15.000°N 91.617°W
錫維利亞（西班牙語：Sibilia），是危地馬拉的城鎮，位於該國西部，由克薩爾特南戈省負責管轄，面積28平方公里，海拔高度2,755米，2002年人口7,796，人口密度每平方公里278.43人。